# Șiria, Arad
Șiria este satul de reședință al comunei cu același nume din județul Arad, Crișana, România.

## Istoric
Atestat documentar pentru prima dată în anul 1169, satul Șiria se prezintă la mijlocul secolului al XIV-lea drept reședință de cnezat. În secolul următor face parte dintr-un vast domeniu deținut între anii 1444 - 1445 de către Iancu de Hunedoara.
Parte din istoria localității, Cetatea Șiriei datează din secolul al XIII-lea. 
Un rol deosebit de important în viața acesteia l-au avut voievozii și cnejii români. Spre exemplu, un document din anul 1440 vorbește despre un anumit voievod Ștefan din Șiria. Posesie a lui Matei Corvin la începutul celei de a doua jumătăți a secolului al XV-lea, trece în între anii 1461-1464 sub stăpânirea familiei Bathory. În perioada răscoalei lui Gheorghe Doja, cetatea este vremelnic ocupată de cetele țărănești ale acestuia. Sub stăpânire otomană spre mijlocul secolului al XVII-lea, fortăreața servește drept garnizoană a lui Mihai Viteazul între anii 1599 - 1600. Ulterior, cetatea este ocupată din nou de către otomani în anul 1607 și deținută de către aceștia până în anul 1693. Din motive strategice, trupele habsburgice au distrus cetatea în anul 1784.

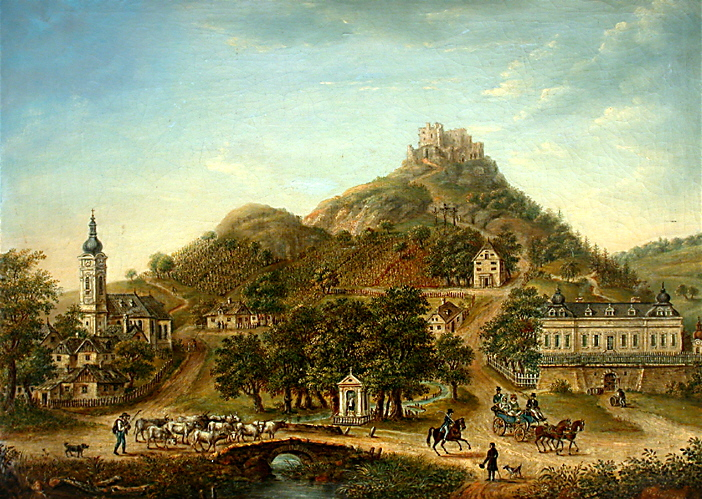
Cetatea Șiriei

Un alt eveniment important din istoria acestei localități s-a desfășurat în anul 1849,  când biblioteca Castelului Bohuș, a fost folosită ca loc pentru  desfășurarea tratativelor între generalul Görgey Arthur, comandantul suprem al armatei revoluționare maghiare, și generalul rus Frolov, finalizate cu capitularea celui dintâi.

## Demografie
În 1900, din cei 6.694 de locuitori ai săi, 4.342 erau români, 1.277 maghiari și 1.025 vorbitori nativi de germană; 3.670 ortodocși, 2.077 romano-catolici, 718 greco-catolici, 111 evrei și 88 reformați. 41% din populație știa să citească și să scrie, iar 20% dintre non-nativii maghiari vorbeau limba maghiară.

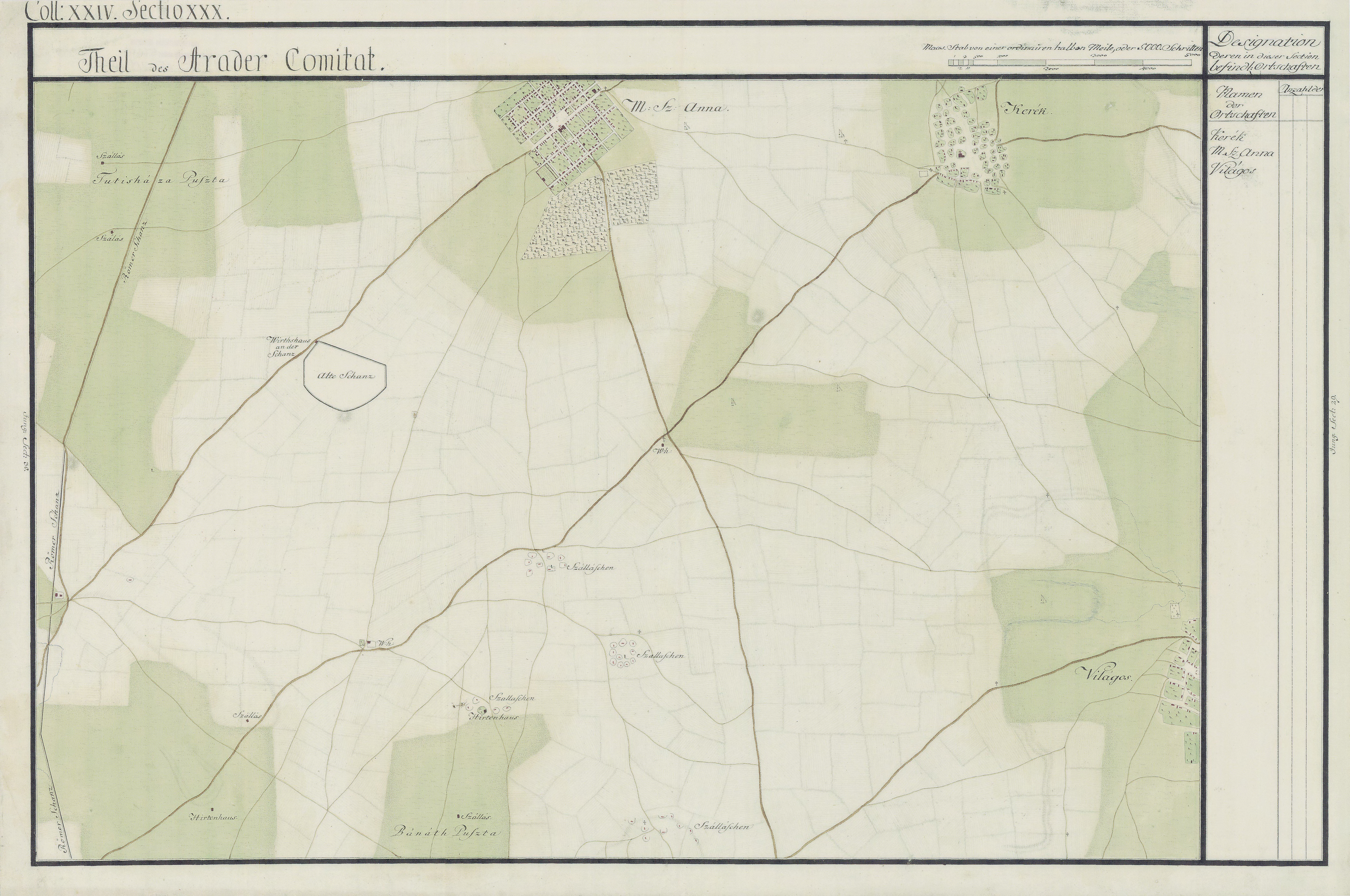
Șiria în Harta Iozefină a Comitatului Arad, 1782-85

## Personalități
- Antónia Szögyény-Bohus (1803 - 1890), baroneasă, liderul mai multor asociații caritabile
- Ioan Slavici (1848 - 1925), scriitor și jurnalist
- Iacob Hotăran (1855 - 1936), deputat în Marea Adunare Națională de la Alba Iulia 1918
- Ioan Russu-Șirianu (1864 - 1909), ziarist, scriitor, director al ziarului „Tribuna”, deputat în Dieta ungară.
- Emil Monția, (1882 - 1965), compozitor, culegător de folclor și avocat român.
- Coriolan Petranu (1893 - 1945), primul istoric de artă român din Transilvania.

## Obiective turistice

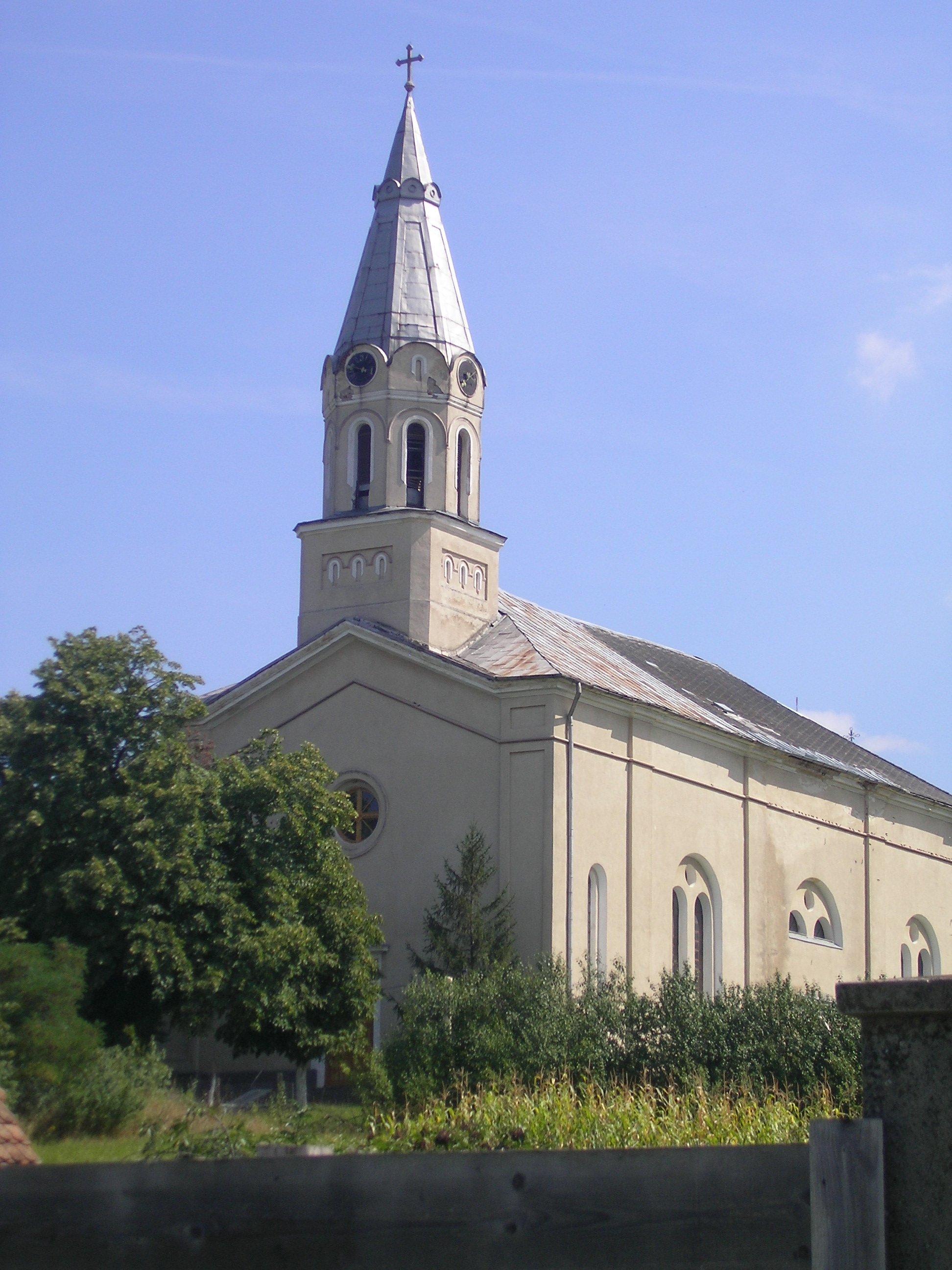
Biserica greco-catolică din Șiria

- Cetatea Șiriei, aflată pe un deal învecinat, este o vastă construcție de piatră, astăzi în ruină. Menționată documentar încă din secolul al XIII-lea, cetatea a fost amplificată în secolul XV. De plan elipsoidal, era întărită cu puternice turnuri de plan pătrat. Este puțin cercetată arheologic.

- Castelul Bohuș a fost construit în prima jumătate a secolului al XIX-lea, în stil neoclasic. Conac de câmpie, este compus dintr-un singur corp cu 30 de camere. Din anul 1960, castelul găzduiește muzeul memorial al lui Ioan Slavici. De asemenea, în incinta lui funcționează o expoziție permanentă consacrată compozitorului Emil Monția. Sursa: Într-una din camere se găsesc relicve 1848-1849: picturi, scrisori, fotografii, câteva piese de mobilier, (masa pe care Artur Görgey a semnat  actul  de depunerea  a armelor, armistițiul a avut loc pe 13 august 1849. Armata maghiară s-a predat generalul rus Rüdiger).

- Busturile lui Ioan Slavici, Mihai Eminescu și Ioan Russu-Șirianu încadrează Castelul Bohuș. Primele două sunt operele sculptorului Ioan Tolan, în vreme ce ultimul este creația lui Constantin Bălăcescu

- monumentul Antoniei Bohuș

- Casa în care s-a născut Ioan Slavici, str. 85 Infanterie

- Biserica ortodoxă Sfinții Arhangheli Mihail și Gavril, (1700 - 1750)
- Biserica greco-catolică

## Varia
Ioan Slavici despre localitatea natală: 

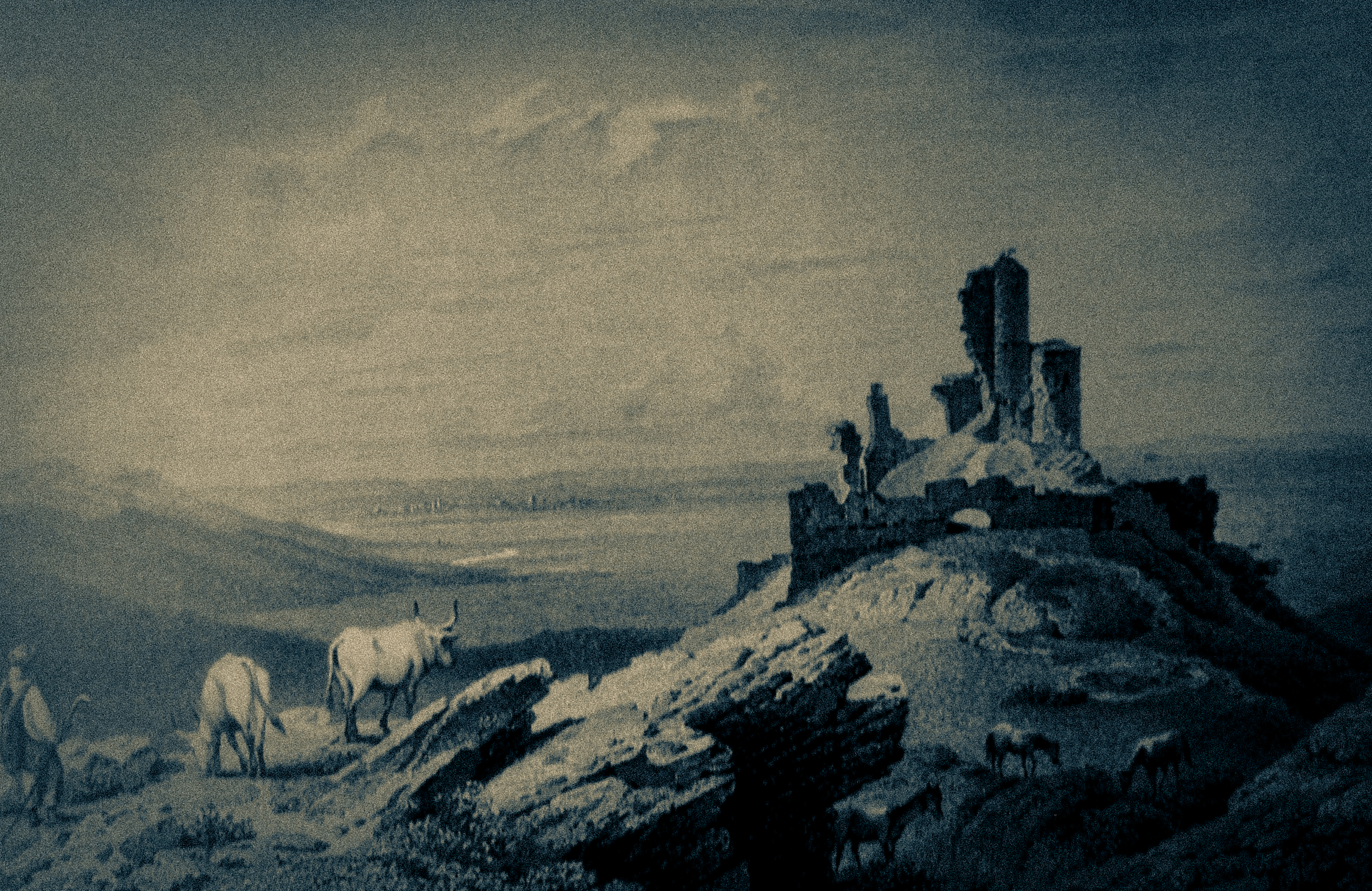
Șiria

Când eram copil mai mic vedeam cetatea Vilagășului numai de jos, din sat; mi se părea mică și nu mă îndoiam că grăiesc adevărul cei ce-mi spuneau că ea a fost zidită de fiica unui uriaș care-ngrămădea bolovanii de peatră [sic] într-un car cu patru boi, pe care-l lua-n poala ei și-l ducea-n vârful dealului, căruia îi zic maghiarii "Kopasz", adecă pleșuv, iar românii Coposul. După ce am mai crescut, m-am învrednicit să urc dealul pân-acolo și am văzut că zidurile sunt înalte, groase, multe. (...)
Izbucnind la 1848 răzmerița, așa zisa inteligență a românilor din podgorie s-a dat de partea maghiarilor, care-i adimeniseră [sic] cu gândul că se luptă pentru libertate, egalitate și frățietate. Erau în dieta de la Dobrițin chiar și trei deputați dintre românii din podgorie: Gheorghe Popa, Sigismund Popovici (...) și Sigismund Borlea (...). Mulțimea mare a poporului, prostimea cea cu bun simț, ținea însă cu împăratul.
Ioan Slavici, Amintiri (fragmente), ediție îngrijită de George Sanda, București 1967.